# Arnbruck
Arnbruck – miejscowość i gmina w Niemczech, w kraju związkowym Bawaria, w rejencji Dolna Bawaria, w regionie Donau-Wald, w powiecie Regen. Leży w Lesie Bawarskim, około 20 km na północny zachód od miasta Regen.

## Dzielnice
W skład gminy wchodzą dwie dzielnice: Arnbruck, Niederndorf.

### Demografia
| Rok  | Liczba mieszk. |
| ---- | -------------- |
| 1970 | 1 788          |
| 1987 | 1 860          |
| 2000 | 2 048          |

## Oświata
(na 1999)

W gminie znajduje się 50 miejsc przedszkolnych (58 dzieci) oraz szkoła podstawowa (9 nauczycieli, 100 uczniów).